# Elenor Gordon
Pour les articles homonymes, voir Gordon.
Helen Orr 'Elenor' Gordon, née le 10 mai 1933 à Hamilton et morte le 5 juillet 2014 à Wishaw, est une nageuse écossaise, nageant pour la Grande-Bretagne lors de ses trois participations aux Jeux olympiques. Elle est détentrice d'une médaille de bronze olympique et trois médailles aux Jeux de l'Empire britannique (aujourd'hui les Jeux du Commowealth).

## Carrière
Lors de sa participation aux Jeux olympiques d'été de 1948 à Londres, elle est la plus jeune membre de l'équipe britannique. Elle a alors 15 ans. Quatre ans plus tard, elle remporte le bronze sur le 200 m brasse aux Jeux olympiques d'été de 1952.
En 1950, elle est la première écossaise à remporter une médaille d'or aux Jeux de l'Empire britannique en Nouvelle-Zélande, en remportant le 220 yards. Pour participer à l'événement, elle fait le voyage en bateau, qui dure six semaines.
Un an avant son décès, elle se retrouve confinée en fauteuil roulant à la suite d'une maladie dégénérative de la colonne vertébrale.

## Distinctions
- 2010 : Scottish Swimming Hall of Fame[3]